# Герб на Черна гора
Гербът на Черна гора е златен двуглав орел, с държава в десните и скиптър в левите нокти, а на гърдите си има щит. На щита е изобразен вървящ лъв (lion passant), ходещ по зелена повърхност на синьо поле.

## История
Гербът на Република Черна гора всъщност е династичният герб на Петровичите, който през 2004 година парламентът на Черна гора прие, като смени цвета на двуглавия орел от сребърен на златен, поради политически съображения (гербът на съседна Сърбия е сребърен).
Скиптърът и държавата се появяват като елементи в герба на Черна гора по примера на руския герб, който е реплика на византийските символи.
Лъвът в герба е автентичният знак на Петровичите и би могъл да се смята за техен династичен герб, а белият (сега златен) двуглав орел като общосръбски символ

### Исторически гербове
- Герб на Княжество Черна гора (1905 – 1910)
- Герб на Кралство Черна гора (1910 – 1918/1922)
- Герб на федерална държава Черна гора (1944 – 1946)
- Герб на Народна Република Черна гора (1946 – 1963)
- Герб на СР Черна гора (1974 – 1993)
- Герб на Черна гора в състава на Съюзна република Югославия, а след 2003 – Сърбия и Черна гора (1993 – 2004)